# Lucrezia Pico
Lucrezia Pico della Mirandola (Mirandola, luglio 1458 – 4 settembre 1511) è stata una nobildonna italiana.

## Biografia

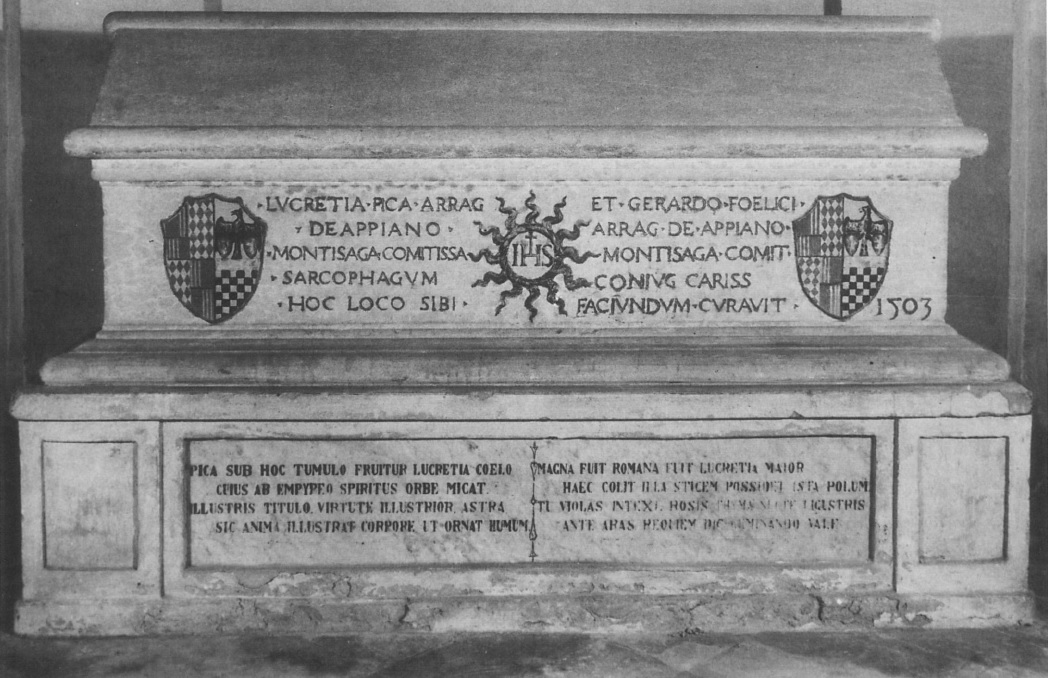
Tomba di Lucrezia Pico nell'abbazia di San Benedetto in Polirone

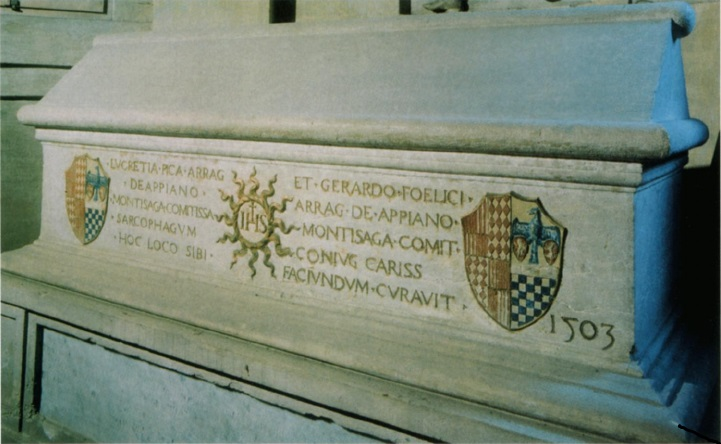
Tomba di Lucrezia Pico (particolare)

Nacque poco prima del 20 luglio 1458, data del suo battesimo, sesta dei sette figli (tra questi il più famoso fu Giovanni Pico della Mirandola, umanista e filosofo) di Gianfrancesco I Pico (1415-1467), signore di Mirandola e Concordia e di Giulia Boiardo, figlia di Feltrino conte di Scandiano e cugina di Matteo Maria Boiardo, poeta e letterato.
Nel 1478 ereditò dalla madre una casa a Quistello e terreni a San Giacomo delle Segnate.
Nell'agosto 1475 Lucrezia Pico sposò Pino III Ordelaffi, signore di Forlì. Dopo aver avvelenato le due precedenti mogli, il 10 febbraio 1480 Pino III morì avvelenato per mano della moglie Lucrezia, durante una cena in casa del suo segretario di corte Luffo Numai. Il patrimonio andò ai giovani figli naturali Caterina e Sinibaldo II, mentre Lucrezia fu nominata reggente di Forlì. Subito dopo, i nipoti Antonmaria e Francesco degli Ordelaffi assediarono la città, ma per fortuna di Lucrezia Pico arrivarono le truppe papali comandate da Federico da Montefeltro, che imposero una tregua l'8 luglio 1480; lo stesso giorno si sparse la notizia della morte di Sinibaldo II, anche se il suo corpo non fu mai trovato.. Piuttosto che cedere il dominio di Forlì ai nipoti, Lucrezia acconsentì che lo Stato Pontificio lo acquisisse: papa Sisto IV conferì quindi la città di Forlì al nipote Girolamo Riario, ricompensando Lucrezia che in cambio ottenne il dominio di Vetralla, Bleda e Sutri (che nel 1484 retrocedette per il castello di Giove e la rocca di Faldo, confiscati a Carlo Fortebracci), oltre ad una buonuscita di 200.000 ducati d'oro e 30 carri di vettovaglie con cui se ne ritornò alla Mirandola.
Rimasta vedova a 23 anni, ricchissima, Lucrezia Pico si risposò a Cesena il 25 maggio 1483 con Gherardo Felice Appiano d'Aragona, conte di Montagano, Casacalenda e Limosano e fratello di Jacopo IV Appiano. Si trasferì a Piombino, poi a Roma e infine nel 1494 a San Giacomo delle Segnate. L'11 giugno 1500 dettò il proprio testamento, con cui intese lasciare le sue proprietà ai monaci benedettini dell'abbazia di Polirone a San Benedetto Po, affinché costruissero una nuova chiesa (edificata poi nel 1539 su progetto di Giulio Romano); 200 ducati furono lasciati alla chiesa di San Francesco a Mirandola, 100 ducati al monastero francescano di Piombino e 400 ducati alla chiesa e convento francescano di Forlì. Nel 1503 morì anche il secondo marito, per il quale e per se stessa, Lucrezia commissionò un sepolcro scolpito in stile simile a quello di Matilde di Canossa, collocato nell'abbazia di Polirone.
Lucrezia Pico morì nel 1511.

## Ascendenza
|                        |                |                          | Genitori                |  |  | Nonni |  |  | Bisnonni          |  |  | Trisnonni  |  |
|                        |                |                          |                         |  |  |       |  |  | Francesco II Pico |  |  | Paolo Pico |  |
|                        |                |                          |                         |  |  |       |  |  | Francesco II Pico |  |  | Paolo Pico |  |
|                        |                | Isabella Malaspina       |                         |  |  |       |  |  | Francesco II Pico |  |  |            |  |
| Giovanni I Pico        |                |                          |                         |  |  |       |  |  | Francesco II Pico |  |  |            |  |
|                        |                | ?                        | ?                       |  |  |       |  |  |                   |  |  |            |  |
|                        |                | ?                        | ?                       |  |  |       |  |  |                   |  |  |            |  |
|                        |                | ?                        | ?                       |  |  |       |  |  |                   |  |  |            |  |
| Gianfrancesco I Pico   |                | ?                        |                         |  |  |       |  |  |                   |  |  |            |  |
|                        |                | Guglielmo Bevilacqua     | Francesco Bevilacqua    |  |  |       |  |  |                   |  |  |            |  |
|                        |                | Guglielmo Bevilacqua     | Francesco Bevilacqua    |  |  |       |  |  |                   |  |  |            |  |
|                        |                | Guglielmo Bevilacqua     | Anna Zavarise           |  |  |       |  |  |                   |  |  |            |  |
| Caterina Bevilacqua    |                | Guglielmo Bevilacqua     |                         |  |  |       |  |  |                   |  |  |            |  |
|                        |                | Taddea Tarlati           | ?                       |  |  |       |  |  |                   |  |  |            |  |
|                        |                | Taddea Tarlati           | ?                       |  |  |       |  |  |                   |  |  |            |  |
|                        |                | Taddea Tarlati           | ?                       |  |  |       |  |  |                   |  |  |            |  |
| Lucrezia Pico          |                | Taddea Tarlati           |                         |  |  |       |  |  |                   |  |  |            |  |
|                        | Matteo Boiardo | ?                        |                         |  |  |       |  |  |                   |  |  |            |  |
|                        | Matteo Boiardo | ?                        |                         |  |  |       |  |  |                   |  |  |            |  |
|                        | Matteo Boiardo | ?                        |                         |  |  |       |  |  |                   |  |  |            |  |
| Feltrino Boiardo       | Matteo Boiardo |                          |                         |  |  |       |  |  |                   |  |  |            |  |
|                        |                | Bernardina Lambertini    | ?                       |  |  |       |  |  |                   |  |  |            |  |
|                        |                | Bernardina Lambertini    | ?                       |  |  |       |  |  |                   |  |  |            |  |
|                        |                | Bernardina Lambertini    | ?                       |  |  |       |  |  |                   |  |  |            |  |
| Giulia Boiardo         |                | Bernardina Lambertini    |                         |  |  |       |  |  |                   |  |  |            |  |
|                        |                | Gherardo VI da Correggio | Giberto IV da Correggio |  |  |       |  |  |                   |  |  |            |  |
|                        |                | Gherardo VI da Correggio | Giberto IV da Correggio |  |  |       |  |  |                   |  |  |            |  |
|                        |                | Gherardo VI da Correggio | Orsolina Pio            |  |  |       |  |  |                   |  |  |            |  |
| Guiduccia da Correggio |                | Gherardo VI da Correggio |                         |  |  |       |  |  |                   |  |  |            |  |
|                        |                | ?                        | ?                       |  |  |       |  |  |                   |  |  |            |  |
|                        |                | ?                        | ?                       |  |  |       |  |  |                   |  |  |            |  |
|                        |                | ?                        | ?                       |  |  |       |  |  |                   |  |  |            |  |
|                        |                | ?                        |                         |  |  |       |  |  |                   |  |  |            |  |